# Eulamprus tympanum
Eulamprus tympanum är en ödleart som beskrevs av  Einar Lönnberg och ANDERSSON 1915. Eulamprus tympanum ingår i släktet Eulamprus och familjen skinkar.

## Underarter
Arten delas in i följande underarter:
- E. t. marnieae
- E. t. tympanum